# かずさDNA研究所
公益財団法人かずさDNA研究所（かずさDNAけんきゅうじょ）は千葉県木更津市に本拠を置く公益財団法人。DNA研究を専門に行う世界初の研究所として、千葉県の支援をもとに、1994年（平成6年）10月26日に「かずさディー・エヌ・エー研究所」として開所した（財団法人の設立は1991年（平成3年）3月）。公益法人改革を受け、2012年（平成24年）に財団法人から公益財団法人に移行し、「かずさDNA研究所」と名称変更。

## 概要
- 主な目的：ゲノム研究を中心とした生命科学・技術に関する研究を通じて、生命科学・技術による医療・健康づくり、環境及び食糧問題の解決、新技術の産業への応用等の推進。それによる新産業の創出及び産業構造の高度化並びに科学技術の振興を促すし、もって人類の福祉に貢献することを目的とする。
- 代表者：理事長 大石道夫

## 沿革
- 1991年（平成3年）3月28日、通商産業大臣の認可を受けて「財団法人かずさディー・エヌ・エー研究所」として設立。初代理事長 平岩外四（1991～2001、第7代経団連会長、東京電力会長）
- 1992年（平成4年）2月6日、特定公益増進法人の認可を受ける。
- 1993年（平成5年）4月1日、千葉市内の農業大学校跡地施設に仮研究所を設置。同年6月24日、通商産業省及び科学技術庁の共管となる。
- 1994年（平成6年）10月26日、木更津市かずさ鎌足に研究所開所、初代所長 高浪満（1994～1997）
- 1997年（平成9年）9月1日、第2代所長に大石道夫が就任（1997～2011）
- 2001年（平成13年）4月1日、沼田武が、第2代理事長に就任（2001～2003）
- 2003年（平成15年）4月1日、大石道夫が、第3代理事長に就任（2003～）
- 2005年（平成17年）5月30日、かずさバイオ共同研究開発センター開所
- 2011年（平成23年）10月1日、第3代所長に山本正幸が就任（2011～2013）
- 2012年（平成24年）4月1日、公益財団法人に移行し、「公益財団法人かずさDNA研究所」に改称。
- 2013年（平成25年）10月1日、第4代所長に田畑哲之が就任（2013～）
- 2017年（平成29年）7月13日、遺伝学的検査のための衛生検査所として登録

## 主な研究成果について

### 植物遺伝子に関する研究について

#### ラン藻のゲノム解読
- 1996年（平成8年）3月、ラン藻のゲノム（全塩基配列）の解読を発表[1]。ゲノム解読としては世界で3番目だが、独立栄養生物（光と無機物質だけで生育する植物型生物）のゲノム解読としては、世界初の成果（米国での2種類の発表は細菌類（58万、180万塩基対）のもの）で、ラン藻は350万塩基対と過去最大。）。これにより光合成の仕組みの解析、独立栄養生物のエネルギーや代謝の仕組み、その後の植物の遺伝子解析の道を切り開くこととなった。

#### シロイヌナズナのゲノム解読
- 2000年（平成12年）12月、シロイヌナズナの全ゲノム構造解析を完了[2][3]。これは、1996年から日米欧の国際共同プロジェクトで実施したもので、世界初の植物全ゲノム構造解析となった。シロイヌナズナは、ゲノムサイズが小さいこと、一世代が2ヶ月と短く室内栽培が可能、種子採取が可能、自家不和合性をもたず形質転換容易なことから、モデル植物として、研究材料として使用されている。シロイヌナズナは、生長、開花等、さまざまな遺伝子が、イネ、小麦、ダイズなどの農業植物と共通しており、この解明は、植物の生物学、農作物の品種改良の基礎となっている。

#### 根粒菌のゲノム解読
- 2000年（平成12年）12月、根粒菌ゲノムの全塩基配列の決定を完了[4]。窒素固定を行う生物として世界初の成果であった（当時配列決定されたバクテリアゲノム中最大の大きさ。ミヤコグサに寄生する土壌細菌を解明）。これにより大気中の窒素固定を行う根粒菌と植物の共生メカニズムの解明への一助となった。植物は窒素により成長するが、自身で大気中の窒素を利用することができないため、窒素肥料に大きく依存しており、農業で肥料コスト低減に繋がることが期待される基礎研究の一つとなった。
- その後、2002年（平成14年）には、植物と土壌微生物の共生に必須な遺伝子をミヤコグサで解明[5][6]（イギリス・デンマーク等との共同研究）したほか、根粒菌の数の制御に関わる遺伝子を単離し解明（2002年（平成14年）、デンマーク等との共同研究）した。2003年（平成15年）には、ダイズの根に共生して窒素固定を行う「ダイズ根粒菌」の全ゲノムの解読を完了[7][8]（食用マメ類の共生菌の解読としては世界初）。また、2020年（令和3年）には、マメ科植物と根粒菌の共生に関わる重要な遺伝子を発見した[9]（農研機構、理化学研究所、日本大学生物資源科学部、東北大学の共同研究）。

#### さまざまな植物のゲノム解読・機能解析
- 主なゲノム解読…アオコ（2008年）、トマト（2009年、2012年[10]、2020年[11]、2021年[12][13][14]）、ナンヨウアブラギリ（バイオ燃料植物・ヤトロファ2010年）、ハクサイ（2011年）、食用イチゴ（2013年）、ダイコン（2014年、2020年）、ナス（2014年）、ラッカセイ（2015年、2016年、2018年、2019年）、イチジク（2017年）、ノイバラ（2017年）、サクラ（ソメイヨシノ、2019年）シャインマスカット（2019年）、イヌビワ（2020年）、柿（2020年）、桜島大根（2020年）、サツマイモ（2020年、サツマイモネコブセンチュウ）、アジサイ（2020年、八重咲き）、クリ（2020年、クリタマバチ抵抗性遺伝子座）、ブルーベリー（2020年、暖地栽培）、トウガラシ（2020年、高温下着果）、チャボイナモリ（2021年、抗がん剤原料）、ミヤコグサ（2021年、花弁色素）、青パパイヤ（2021年、機能性）、ダイズ（2021年）、二十世紀ナシ（2021年）、ホウレンソウ（2021年）、ツツジ（2021年）、タマネギ（2021年）、ニホングリ（2021年）、ホースグラム（2021年）、ヤハズエンドウ（2021年）、キクタニギク（2021年）

#### 植物関連の技術開発
- 植物の遺伝子発現ON/OFFプラットフォームの開発[15]（NEDOスマートセル・プロジェクト（2016年度（平成28年度）～2020年度（令和2年度））に参画）…植物による有用物質生産において、遺伝子導入を用いた際、クロマチン操作により遺伝子の発現を制御する技術を開発。これにより植物イソプレノイド高生産プラットフォームの構築や、有用天然化合物（天然ゴム、医薬品、バイオ燃料等）の生産への適用が可能。
- 遺伝子配列から遺伝子の働きを推定するプログラム（Hayai-Annotation Plants）を開発[16][17]（2019年）…ゲノムを解析し他の植物種と比較するには、配列データを解析してどこにどのような遺伝子があるかを注釈づける（アノテーション）作業が必要だが、その作業を大型計算機ではなく、通常のパソコンレベルで解析できるプログラムを開発。
- 植物の根を茎に変えることに成功[18]（2020年）…モデル植物のシロイヌナズナを材料にして、2つの転写因子を同時に活性化させることで、根を作り出す根端の分裂細胞から茎の性質を持つ細胞を作り出すことに成功（東北大学と共同研究）。
- ルテオリン（フラボン）をヒメツリガネゴケで初めて発見[19]（2020年）…代謝産物を包括的に解析する、いわゆるメタボローム解析技術と重酸素（18Ｏ2）添加技術により、ヒメツリガネゴケに初めてフラボノイドの一種であるルテオリン（フラボン）を同定（平田機工株式会社、東京農業大学と共同研究）。
- 自然環境の干ばつを再現した自動潅水制御システムを開発[20]（2021年）…1ポットごとに土壌水分を任意に制御する世界初の自動潅水システムを開発（農研機構、株式会社テックスと共同）。各ポットの温湿度、照度、土壌水分や地温の状態を常時監視が可能。干ばつや冠水に強い作物を並行して開発したい場合など、環境再現が可能であり、激変する栽培環境に迅速に対応できる作物開発に貢献。2020年に開発した、X線CTにより、土中の作物の根を非破壊で3次元的に可視化する技術（農研機構と共同研究）を組み合わせることで、より効率的な育種が可能に。

### ヒト遺伝子に関する研究について

#### ヒト遺伝子の探求
- 1990年代、ヒトのゲノム配列やDNAを解明するヒトゲノム計画（ヒトゲノムプロジェクト）が進展する中、開所当時（平成6年）から構造解析を行い、約2,000種のヒト遺伝子の塩基配列を解明（ヒト遺伝子は約2万種の約1割に相当）。ヒト長鎖cDNA解析により発見した遺伝子は、KIAAの番号が付けられ、公的データベース（ヒト遺伝子データベース（HUGE））に登録・情報公開、及び遺伝子配布をした。のちに、多くの研究者との連携の結果、それらの多くのが疾病関連遺伝子であることが示唆された。2004年、この2,000種のヒト長鎖cDNAに相応する約1,000のマウスcDNAクローンや抗体についてのデータベースを整備・公開[21]。国内外の研究者が研究に利用できるようになった。
- 1998年（平成10年）、通産省が主導する「完全長ヒトcDNAヒトプロジェクト（FLプロジェクト）」に参画。NEDO事業として実施され、東京大学医学研究所・ヘリックス研究所とともに、ヒトのcDNAを提供（これを基に10数社の企業が分担して解析を実施）。
- 2001年（平成13年）11月、理化学研究所と共同研究契約を締結[22]し、ヒトのゲノム情報に基づくタンパク質の発現、立体構造解析の共同研究をスタート。かずさDNA研究所が発見したヒトcDNAクローンを基に、理化学研究所が保有する核磁気共鳴装置や大型放射光施設を活用して解析を実施。その後、腫瘍壊死因子に係るタンパク質の機能解明[23]など、多くの共同研究が実施された。
- 2004年（平成16年）4月、バイオ産業情報化コンソーシアム、産業技術総合研究所、遺伝学研究所が公開した「完全長ヒトcDNAに基づくヒト遺伝子統合データベース（H-Invitational Database）」にも貢献。このデータベースの整備にあたり、各国の協力のもと、世界中のほぼ全ての完全長ヒトcDNA配列情報の収集がなされ、その成果は著者158名による大論文となった。
- 2007年（平成19年）、米国国立衛生研究所（NIH）が主導する、ヒト遺伝子のカタログ化を目指す国際遺伝子コンソーシアム（ORFeome Collaboration[24][25]）に理化学研究所とともに参加。単離したヒト遺伝子クローン(KIAAクローン)の提供等で協力。その結果、研究所の独自成果であるヒト遺伝子資源を、ヒトORF cDNAコレクションを保有、配布することが可能[26][27]となった。

#### ヒト遺伝子の機能の探求
- ヒト遺伝子の配列を決定しただけではそれがどのような機能を持つのか、不明であった。そのため、ヒト遺伝子に類似するマウス遺伝子を用いた実験を行い、生体内でタンパク質の働く部位や機能の解明に向けた研究を推進している。それに合わせて遺伝子機能解析に向けた研究ツールの整備や、人工染色体による染色体機能解析を開始した。
- 2004年（平成16年）、マウス遺伝子とその産物に対する抗体を公開。2006年、（株）プロテイン・エクスプレスと協力し、がんメカニズム解明に有効（生体内での遺伝子やタンパク質の働きを高い感度で検出）な試薬を製品化[28]。

#### 疾患と遺伝子の関連の探求
- 2006年（平成18年）、理化学研究所や厚生労働省臨床専門医と共同で、原発性（先天性）免疫不全症候群の遺伝子解析の臨床研究を開始[29]。
- 2007年（平成19年）、理化学研究所等と、ヒト急性白血病の幹細胞を用いたマウスでの病態再現の共同研究[30][31]を実施。患者の白血病細胞に、どの抗癌剤がどの程度効くか、実験的に調べることが可能となった。
- 2009年（平成21年）、理化学研究所と千葉大学と免疫・アレルギー疾患克服に向けた研究を開始。
- 2010年（平成22年）、NPO法人オーファンネット・ジャパンと遺伝子検査についての委託契約締結[32]。希少疾患の遺伝子検査の拠点化に向けた活動を開始。厚労省研究班との連携した研究とともに国立研究開発法人日本医療研究開発機構（AMED）の事業を活用し、遺伝学的検査コスト削減のための技術改良を実施。
- 2014年（平成26年）、東京大学、（株）メディネットとの共同研究で、がんの免疫細胞療法のマウスモデルを用いた検証を実施。
- 2016年（平成28年）、千葉大学と「千葉大-かずさゲノム医学イニシアチブ」を締結。がん、免疫・アレルギー、各種疾患に関する連携を強化。ゲノム医療実現のため、連携研究室をかずさDNA研究所内に設置（クロスアポイント制度）。喘息などの難治性アレルギー疾患の治療法、疾患iPS細胞の機能解析、がんゲノム解析に向けた基盤整備、若手研究者育成等を実施。
- 2017年（平成29年）、千葉県がんセンター研究所と連携協定を締結。
- 2017年（平成29年）8月、衛生検査所の登録を受け、難病の遺伝学的検査を開始[33][34][35]（ちば県民保健予防財団、千葉大学医学部付属病院、千葉県こども病院との連携・分担により実施）。新生児スクリーニングとしてライソゾーム病や脊髄性筋萎縮症（SMA、2020年5月から）のほか、マルファン症候群やフェニルケトン尿症等の先天性代謝異常症などの難病の遺伝学的検査を実施（保険収載で検査可能な疾患は、2018年度75疾患、2020年度100疾患。保険適用外を含めると200種類以上が検査可能）。難病の確定診断に必要な遺伝学的検査を行える場所が数少ないことから、全国から検査を受け入れるまでに至った（令和3年3月時点で、全国400以上の医療機関から検査を受入。）
- 現在、千葉県がんセンター、千葉県こども病院、千葉大学医学部附属病院、ちば県民保健予防財団などの千葉県内の医療機関との連携を深め、各専門性を生かした分業体制で、県内ゲノム医療の実現に努めている。かずさDNA研究所では、遺伝子変異が生じた細胞が遺伝性のものか、後天性なものか見分ける検査を実施。また、遺伝性がんに関連する48遺伝子の一斉解析法を開発した。

#### 代謝機能や疾患等の研究
- 2016年（平成28年）12月、遺伝子変異によりどのような病変がもたらされるかを高精度に予測できる参照データベースをSTAT1遺伝子で作製[36][37]（広島大学、岐阜大学と米国ロックフェラー大学の共同研究）。STAT1遺伝子に入った変異により引き起こされる原発性免疫不全症を高精度に予測し、STAT1遺伝子変異の病態理解と治療法開発に貢献。
- 2018年（平成30年）4月、遺伝子変異解析データの信頼性を評価するためのプロトコルを開発[38][39]。多くの遺伝性の病気とゲノム情報の変化（変異）の関係が明らかとなってきたことから、ゲノム情報から病気の診断や治療、予防を行う、いわゆる「ゲノム医療」が進展。一方、次世代シーケンサーから遺伝子変異を正しく判定できない状況があったことから、99%以上の信頼度で遺伝子変異を確定する技術を開発（Percipere有限責任会社、神戸医療産業都市推進機構 先端医療研究センター、理化学研究所生化学センター、米国ケース・ウェスタン・リザーブ大学、千葉大学、千葉大学病院、榊原記念病院、東京工科大学との共同研究）。
- 2018年（平成30年）11月、ぜんそくなどのアレルギー疾患における新たなブレーキ経路を発見[40]（千葉大学中山俊憲教授の研究グループとの共同研究）。アレルギーを引き起こす病原性2型ヘルバーT細胞の機能を抑える分子を発見。
- 2018年（平成30年）11月、微量サンプルを対象とした、タンパク質の網羅的解析（プロテオーム解析）を開発（無孔性逆相カラムを用いた超高感度プロテオーム解析用ナノLC-MS/MSシステムの開発[41]）。
- 2019年（平成31年）1月、ヒト人工染色体ベクターを改良し、iPS細胞での新たな遺伝子発現システムを開発[42][43]（かずさDNA研究所、株式会社クロモリサーチ、愛知医科大学との共同研究）。かずさDNA研究所の特許技術である、新規部位特異的組換え酵素システムVCre/VloxPとSCre/SloxPを利用。
- 2019年（平成31年）1月、脂肪酸代謝による免疫記憶システムについて発表[44][45]（千葉大学との共同研究）。
- 2019年（令和元年）12月、簡便なタンパク質の高深度分析システムを確立[46][47]（理化学研究所、東京大学、慶応大学との共同研究）。プロテオーム解析システムの要となる液体クロマトグラフィー/質量分析計（LC/MS）のLC流速やMS取得方法を検討することにより実現。
- 2020年（令和2年）5月、先天性疾患のスクリーニングなどに広く利用されている乾燥ろ紙血（DBS）から疾患に関与する多くのタンパク質を直接検出する高感度な分析法を開発[48]。プロテーム解析の感度と定量限界を拡大でき、新生児などの先天性疾患の検査への応用が可能に（複数者による共同研究）。
- 2020年（令和2年）7月、ヒト幹細胞分化に関係する転写因子の網羅的な同定とその解析を実施[49]。すべての細胞に変化することができるヒト幹細胞としてiPS細胞やES細胞が知られているが、特定の細胞を作る方法は、未解明な部分が多い。。慶應義塾大学を中心とした共同研究で、ES細胞に714種類の遺伝子を組み込み、細胞がどのように変化するのか詳細なデータを収集（慶應義塾大学、国立成育医療研究センター、株式会社テンクー、株式会社DNAチップ研究所と共同研究）。
- 2020年（令和2年）10月、がん細胞が産生する生理活性因子IL-34が，免疫チェックポイント阻害療法に対する抵抗性獲得に関与することを発見（北海道大学[50]、順天堂大学、DNA-Link社との共同研究）。
- 2021年（令和3年）1月、胆道閉鎖症の診断マーカー候補を発見（東京大学、理化学研究所、群馬大学との共同研究）。消化器系疾患の診断のため、糞便中のタンパク質を包括的に解析する方法を確立。糞便中のタンパク質2000種類以上の検出に成功し、胆道閉鎖症により変動するタンパク質100種類以上の同定に成功。
- 2021年（令和3年）3月、細胞から分泌されるタンパク質の簡便な解析法を開発[51][52]。血清中のアルブミン除去により、血清を含む培地を対象としたプロテーム解析が可能に。
- 2021年（令和3年）6月、抗ウイルス応答を高める脂肪酸代謝スイッチの発見について、論文発表を実施[53][54]（東京慈恵会医科大学、千葉大学、国立感染症研究所との共同研究）。脂肪酸代謝経路を適切にコントロールすることで、Ⅰ型インターフェロンが協力に誘導されることを明らかにした。
- 2021年（令和3年）6月、新たな免疫不全症（AIOLOS異常症）を見つけ、その発症機構を突き止めた[55][56]（東京医科歯科大学、理化学研究所、米国国立衛生研究所（NIH）、広島大学、千葉大学、ロックフェラー大学と共同研究）。
- 2021年（令和3年）11月、ぜんそくの新たな治療法の鍵となる代謝酵素の発見[57]し、重症アレルギー疾患が収束するメカニズムを解明[58]。肺の組織制御性T細胞（Treg）が炎症細胞よりも遅れて増え、病原性の高い細胞集団を抑制することで肺炎を収束させることを発見。肺Treg特異的な脂質代謝酵素Acsbg1を同定したことで、ぜんそくを収束させる創薬ターゲットが広がった（東京慈恵会医科大との共同研究）。
- 2021年（令和3年）11月、ぜんそくとアトピー性皮膚炎の新たな治療標的を同定[59][60]。脂質代謝によるヘルパーT細胞の分化制御機構に着目し、脂肪酸代謝を制御するACC1という酵素が、病原性T細胞の産生するIL-5やIL-3などのサイトカインの産生を誘導していることを発見。病原性T細胞のACC1を人為的にコントロールすることでアレルギー性炎症を抑制できることを明らかになったことで、根治治療に繋がることが期待される。アレルギー疾患治療のための有効な創薬ターゲットが広がった（千葉大学との共同研究）。

### そのほかの研究
- 農地の上に設置しても農作物の成長をほとんど妨げない太陽電池の基礎技術の開発[61]（2013年）…日光のうち青や緑に相当する波長の短い光で発電し、農作物の成長に必要な波長の長い光は通す太陽電池の開発。
- ベニクラゲの若返りの仕組みの探索[62][63][64][65]（2016年）…ベニクラゲは、多細胞動物で唯一若返りが繰り返し可能な動物であり、生活環のステージごとに特異的に発現している遺伝子を探索（京都大学との共同研究）。ベニクラゲ類では初めての分子生物学的アプローチ。

- イエネコの高精度な全ゲノム解読[66]（2020年）…アメリカンショートヘア種のイエネコの全ゲノムを解読し、既存のアビシニアン種とのゲノム構造の比較を実施（アニコム先進医療研究所株式会社、情報・システム研究機構国立遺伝学研究所および香港中文大学（香港）と共同研究）。

## 連携協定等の締結について

### 大学等との連携
- 東京理科大学生命医科学研究所[67]（2015年8月、研究交流に関する協定）
- 韓国農村振興庁国立農業科学院[68]（NAS）（2016年3月1日～2017年12月31日、トマトの代謝産物の解析とデータ管理システムの開発）
- 千葉大学未来医療教育研究機構[69]（2016年5月、千葉大-かずさゲノムイニシアチブ[70]）
- 千葉県がんセンター研究所[71][72]（2017年1月）
- 宮崎大学[73][74]（2017年3月）
- 和歌山県立医科大学[75]（2020年6月）
- 国立遺伝学研究所[76]（2020年6月）
- 北里大学[77]（2020年10月、教育研究協力に関する協定）
- 愛媛大学[78]（2021年10月）

### 研究ネットワークへの参画
- 地球規模課題対応国際プログラム（Science and Technology Research Partnership for Sustainable Development, SATREPS：サトレップス）への参画[79]（2016年）…サトレップスでは、「一国や一地域だけで解決することが困難で、国際社会が共同で取り組むことが求められている地球規模課題の解決と、科学技術水準の向上につながるような研究成果の社会還元を行うために、日本と開発途上国との国際共同研究を推進すること」を目的として、2008年以降、世界43カ国で99件を超えるプロジェクトを採択。京都大学の梅澤俊明教授が代表をつとめるサトレップスのインドネシア共和国との共同研究に参加し、インドネシアや東南アジア諸国に存在する広大な荒廃草原の環境回復と、草原にある雑草を利用したエネルギーの生産や新規材料生産などを目的とした基盤技術の開発を実施。
- ANEMONE（All Nippon eDNA Monitoring Network）…生物多様性保全や生態系維持のために、環境DNA観測によって得られる高度な生態系情報をオープンデータとして広く利活用していただくことを目的とした、東北大学を中心とした共同プロジェクトに参画[80]。

## 受託解析の実施
これまでの研究成果を生かした受託解析、共同研究依頼を受け、産業支援、産学官連携を実施している。

### 主な受託事業について
- ゲノム解析やDNAマーカー作成、農作物の種子純度検定、病害検査 等
- 生体物質解析（メタボロミクス（質量分析計、液体クロマトグラフィー、ガスクロマトグラフィーなどを組み合わせた親水性代謝物の解析）、リピドミクス（脂溶性代謝物の解析）を実施。フォーカシング解析及びノンバイアス解析の先進研究を実施。）
- オミックス解析（ゲノミクス、トランスクリプトミクス、プロテオミクス、臨床メタボロミクス・リピドミクス、マルチオミクスを実施）

## 研究普及活動の実施
- DNA出前講座…千葉県内の中学校、高等学校等を中心に、DNA抽出等の実験講座を学校に出向いて実施。2013年度（平成25年度）から開始し、2018年度（平成30年度）に受講者は1万人を突破[81]した。令和2年度から、「DNA実験宅配便」として実験器具を事前に郵送し、オンライン実験講座も開始。
- SSH校での実験・部活動指導…先進的な理数教育等を実施するスーパーサイエンスハイスクール（SSH）である木更津高校や長生高校等での部活動指導を実施。DNA解析を用いて県内生物の変遷や移動などの研究を実施。
- かずさの森DNA教室…全国のSSH校の学生を対象として、DNA実験の体験等を含めた合宿を実施。
- 公民館や博物館での出張講座の実施…小学生から大人までを対象としたDNAの普及啓発イベントを実施。
- 施設見学…校外学習の一環等として施設見学を受け入れ、DNA実験の体験等を実施。開所以来、見学者数は14万人（2021年6月末）。
- 教員研修講座…教員免許状更新講習を実施。
- 国際専門誌「DNA Research」の発行…DNAやゲノムに関連する優れた研究成果を出版する専門誌。2017年のクラリベイト・アナリティクス社の引用分析では、国内自然科学系専門誌250誌で4位にランク[82]。
- サポーターズクラブ「DNA倶楽部」の運営…会員となると、研究情報のメールのほか、研究所視察が可能に。
- 千葉県バイオ・ライフサイエンス・ネットワーク会議の運営…千葉県とともに、全県的な産学官連携組織の事務局を運営。研究業績や事例報告会などのセミナーや交流会等を開催。

## 千葉県との連携
- 農業分野：県農林総合研究センターと共同研究・新品種開発を実施。イチゴゲノム解読・輸送適正品種の共同開発、ラッカセイのゲノム解読・オレイン酸含有量増加品種の作成、カラーの新品種育成への協力、県産ビワ「希房」を含むゲノム解読 等
- 医療分野：県がんセンター、県こども病院と連携したゲノム医療体制の構築
- 環境分野：環境生活部と連携した環境DNAを用いたアカゲザル等の外来生物の生息測定・交雑検査（土壌検査、水中検査）
- 産業分野：受託解析・都市連携事業による新製品開発、千葉県バイオ・ライフサイエンス・ネットワーク会議による産学官連携の推進 等
- 教育分野：県内中高生向けDNA出前講座の実施。SSH校への指導

## 出来事
- 1998年（平成10年）、米国国立科学財団から感謝状（シロイヌナズナのゲノム解析）
- 2001年（平成13年）10月21日、高円宮憲仁親王が視察[83]
- 2001年（平成13年）、木更津市民栄誉賞を受賞[84]
- 2003年（平成15年）5月17日～19日、天皇・皇后、千葉県行幸（第54会全国植樹祭に臨場、研究所を聴取・視察[85]）
- 2005年（平成17年）8月1日、皇太子が研究所を視察[86]
- 2007年（平成19年）5月18日、秋篠宮文仁が研究所を視察[87]
- 2011年（平成23年）、田畑哲之副所長（当時）が文部科学大臣表彰を受賞[88]
- 2014年（平成26年）、長生高校とSSH連携事業協定を締結
- 2014年（平成26年）、開所20周年記念マスコットキャラクター「ダーナ」の決定[89]
- 2015年（平成27年）、（株）かずさゲノムテクノロジーズが設立（研究所発ベンチャー）
- 2016年（平成28年）、木更津高校とSSH連携事業協定を締結
- 2018年（平成30年）、研究所のサポーターズクラブ「DNA倶楽部」が発足
- 2018年（平成30年）、DNA Research出版局を設置
- 2019年（平成31年）、文部科学省教員免許状講習開設者に指定
- 2019年（平成31年）、千葉県現代産業科学館による「伝えたい千葉の産業技術100選」に選定
- 2021年（令和3年）、木更津市の「オーガニックアクション宣言企業」 に認定
- 2021年（令和3年）、田畑哲之所長が「みどりの学術賞」を受賞[90][91]